# Domo Cultura Ánimas
El Domo Cultura Ánimas es un museo de sitio ubicado en la ciudad chilena de Coquimbo. Debe su nombre a la cultura Ánimas, precursora de la cultura diaguita que habitó el norte chico de Chile entre 900 y 1200 d. C., y de la cual se encontraron restos durante unas excavaciones en el sector. Se encuentra en la Plaza Gabriela Mistral, contigua a la Plaza de Armas de Coquimbo, y su entrada es liberada.

## Historia
El primer Museo de Sitio fue construido en 1982, luego de que en mayo de 1981 fuera descubierto un entierro indígena durante unas excavaciones realizadas al interior de la Plaza de Armas. Dicho museo era abierto de manera esporádica y recibía pocas visitas. La mayor parte de los objetos encontrados en el entierro actualmente son exhibidos en el Museo Arqueológico de La Serena.
En 2004, bajo la administración del alcalde Pedro Velásquez, se decide remodelar las Plazas de Armas y Gabriela Mistral, construyendo en esta última un domo que albergaría en su interior un centro cultural y que reemplazaría al abandonado Museo de Sitio. El Domo Cultura Ánimas fue inaugurado en 2005, y actualmente posee una pequeña biblioteca, un auditorio, y una sala principal, donde se exhibe una reproducción de los entierros encontrados en 1981 y también se realizan exhibiciones y muestras artísticas de manera esporádica, especialmente en el verano.
En la sala principal también se presenta una muestra visual permanente denominada "Los Cuatro Puntos Cardinales", de Bruno Tardito, en la cual se representan cuatro vistas panorámicas de Coquimbo desde cada uno de los puntos cardinales.